# Sjenoete van Atripe

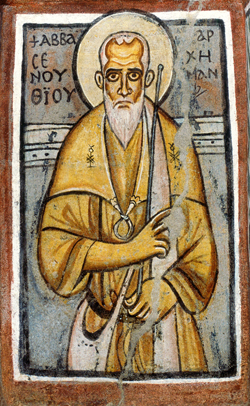
Sjenoete van Atripe

Sjenoete van Atripe (346/7-450/1) was binnen de vroegchristelijke kerk een monnik en later een archimandriet (abt), en wordt als heilige vereerd binnen de Koptische Kerk. Hij was geboren in het dorpje Sjenalolet in het district Sjmin, onderdeel van Midden-Egypte. Hoewel niet veel zeker is over zijn geboorte- en sterfdatum, zijn meeste bronnen het erover eens dat hij 118 jaar werd.

## Leven
Sjenoete was sinds zijn vroege jeugd al heel vroom en nadat dorpelingen hem biddend vonden in een waterput werd hij naar een klooster in Atripe gestuurd, dat in de buurt lag van zijn geboortedorp. Nadat zijn oom de kloosteroudste Pgol overleed rond 379 was er een korte machtsstrijd waarin Sjenoete zich terugtrok in de woestijn. Later werd hij ondanks corruptie toch als kloosteroudste benoemd. Hier bestudeerde hij christelijke en klassieke geschriften en vastte totdat hij vel over been was. Hij zou de komende 80 jaar een strenge kloosteroudste zijn en streng zijn in het toepassen van de regels die Pgol had opgesteld.
Toen keizer Theodosius I in 380 het christendom als officiële godsdienst van het Romeinse Rijk uitriep, zagen verschillende christelijke groepen de kans om heidense tempels te vernietigen. Dus ging Sjenoete op pad met een aantal monniken om de tempel van Min in Panopolis te vernietigen. In 431 was hij aanwezig op het concilie in Efeze waar Nestorius vervolgd werd en later bood hij in zijn klooster bescherming aan mensen die vluchtten voor de Blemmiërs, een stam uit het oosten van de woestijn. Verder schreef Sjenoete verschillende boeken in het Sahidisch waaronder brieven, preken en leefregels voor kloosters.

## Leer
Sjenoete moest niet veel hebben van filosofie en geloofde in het strikt naleven van kloosterregels, gehoorzaamheid aan God en het volgen van een ascetische levensstijl. Hij was gekant tegen Nestorius en Origenes en schreef daar ook een aantal stukken over.

## Werken
Verzamelwerken van brieven, preken en kloosterregels.
- Logoi
- Canones

## Verwijzing
- Lucepedia - Dossiers: Shenoute van Atripe (346/7-450/1)